# Johannes Mueller
Johannes Mueller (Hans Müller) – mieszczanin świdnicki, mistrz piekarski, następnie burmistrz miasta w latach 1595/1596, 1598/1599, 1601/1602, 1604/1605, 1607/1608, 1610/1611 i 1612/1613.
W 1573 wybudował kamienicę przy obecnej ul. Długiej 37. Na renesansowym portalu tego budynku widnieją inicjały burmistrza oraz jego gmerk.
Mueller jest wzmiankowany przez Nikolausa Thomasa w wydanej w 1597 roku Pieśni pochwalnej o mieście Świdnicy.